# Ropucha wałooczna
Ropucha wałooczna (Sclerophrys superciliaris) – gatunek płaza zaliczanego do rzędu płazów bezogonowych, a w jego obrębie do rodziny ropuchowatych (Bufonidae), zwany po angielsku wielką ropuchą afrykańską (African Giant Toad) lub ropuchą z Kongo (Kongo toad).

## Taksonomia
Epitet gatunkowy przywodzi na myśl brew – supercilium.
Obecnie gatunek zalicza się do rodzaju Sclerophrys, w przeszłości umiejscawiano go w rodzajach Bufo i Amietophrynus. Populacje z Demokratycznej Republiki Konga zaliczane dawniej do tego gatunku są obecnie uznawane za odrębny gatunek – Sclerophrys channingi. Sporny jest status populacji z Afryki Zachodniej, uznanej w 2011 roku za podgatunek S. s. chevalieri – niektórzy autorzy traktują ją jako osobny gatunek (Sclerophrys chevalieri).

## Występowanie
Zasięg występowania tego zwierzęcia rozciąga się od skrajnie południowo-wschodniej Nigerii (blisko granicy z Kamerunem) oraz południowego Kamerunu, całej Gwinei Równikowej (bez wyspy Bioko) i północnego Gabonu na zachodzie po północne Kongo i być może południe Republiki Środkowoafrykańskiej na wschodzie. Sporny podgatunek S. s. chevalieri występuje w Sierra Leone, Gwinei, Liberii, Wybrzeżu Kości Słoniowej i Ghanie.
Stworzenie to bytuje w lasach zarówno pierwotnych, jak i wtórnych, w gęstym buszu, a nawet na plantacjach kakaowca. Dobrze znosi modyfikacje poczynione w środowisku przez człowieka.

## Rozmnażanie
Płaz ten rozmnaża się poprzez rozwój larwalny w strumieniach o stosunkowo wolnym nurcie.

## Status
Zwierzę spotyka się zazwyczaj rzadko, a w Afryce Zachodniej bardzo rzadko. Jego liczebność obniża się.
Zagraża mu deforestacja, a być może także nielegalny obrót. Na szczęście zamieszkuje liczne obszary chronione, w tym parki narodowe.
Gatunek jest ujęty w I załączniku konwencji CITES.